# Syneora sinuosa
Syneora sinuosa là một loài bướm đêm trong họ Geometridae.